# Jasień (Czarna Dąbrówka)
Jasień (deutsch Jassen, kaschubisch Jaséń oder Jasónowò) ist ein  Dorf in der Landgemeinde Czarna Dąbrówka (Schwarz Damerkow) im Powiat Bytowski (Kreis Bütow) in der polnischen Woiwodschaft Pommern.

## Geographische Lage
Das Dorf liegt im östlichen Hinterpommern, am Ostufer des nach dem Dorf benannten Jassener Sees, im Landschaftsschutzpark Stolpetal und etwa 15 Kilometer nordnordöstlich  der Stadt Bütow. Zum Dorf gehören neben dem ehemaligen Gut Haus Jassen die Siedlungen Łupawsko (Grünenwalde), Przylaskie (Glashütte), Będzieszyn (Vorwerk Brandstätt) und Ceromin (Zeromin). 

## Geschichte

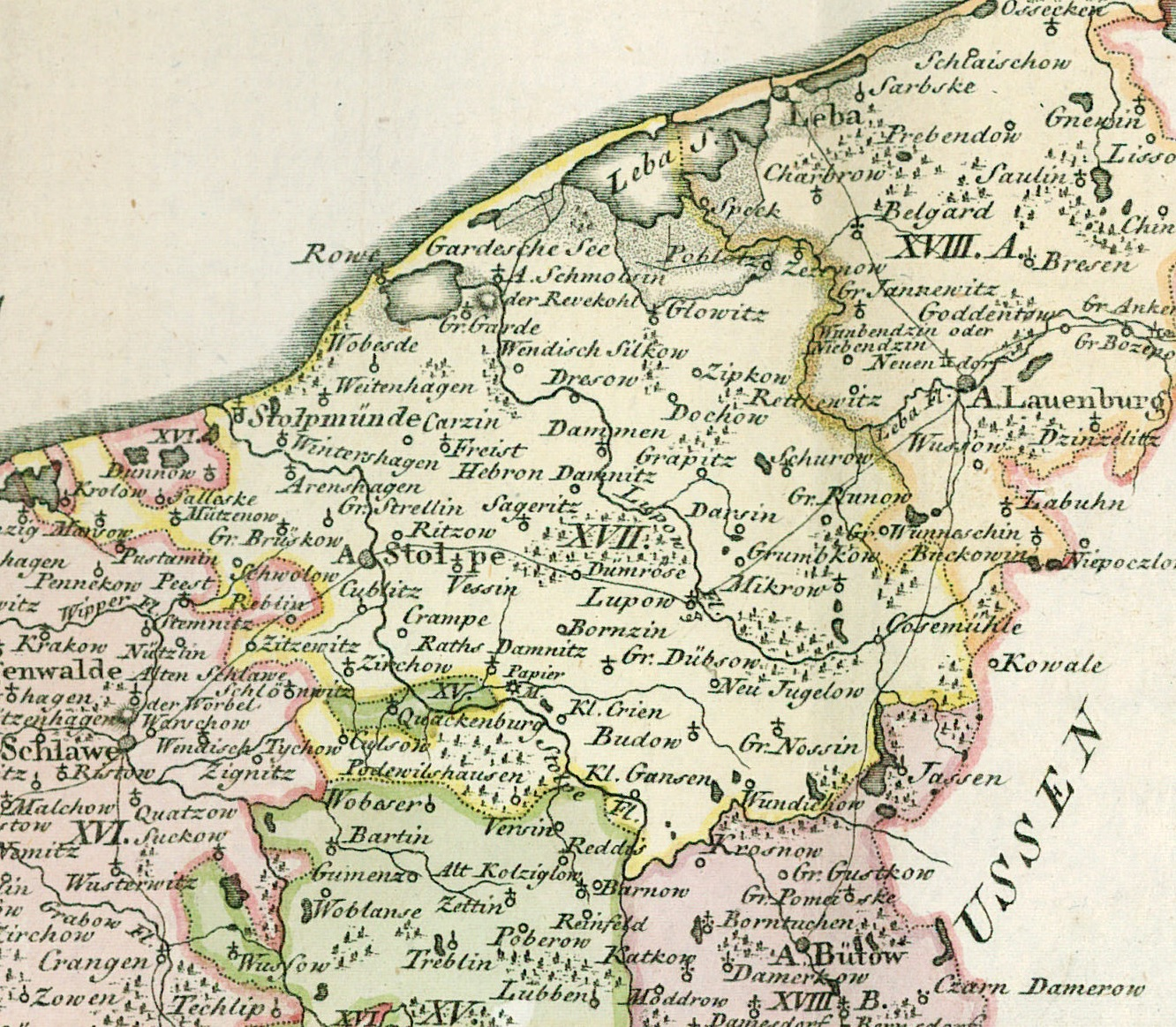
Jassen, südöstlich der Stadt Stolp (früher Stolpe geschrieben) und nordöstlich der Stadt Bütow, auf einer Landkarte von 1794

Kirchdorf Jassen, nordöstlich der Stadt Bütow (rechte Bildhälfte) und nördlich der Stolpe, an der Ostseite des Jassener Sees gelegen, auf einer Landkarte von 1910.

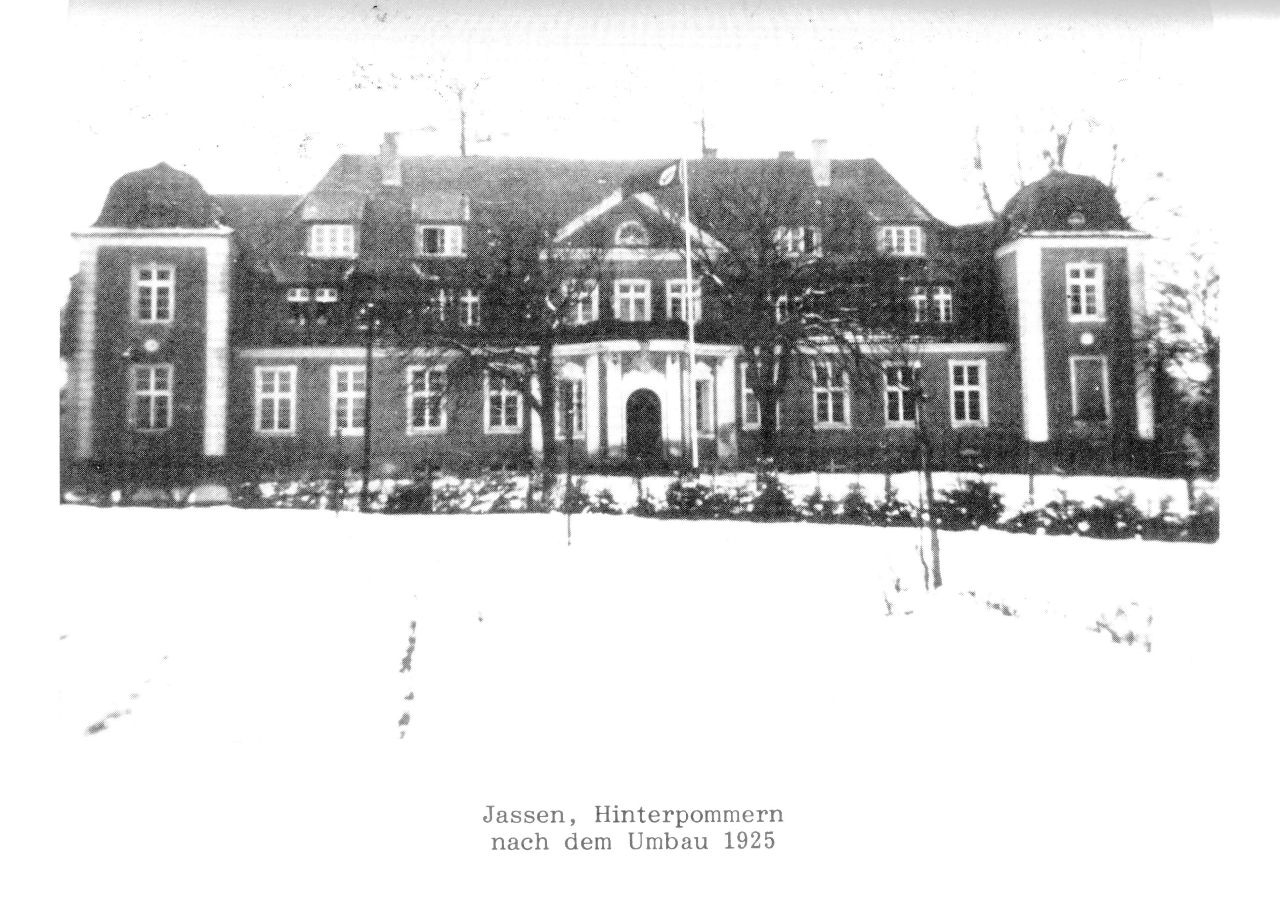
Ehemaliges, am Ende des Zweiten Weltkriegs abgebranntes Gutshaus Jassen, im Winter, nach dem Umbau 1925

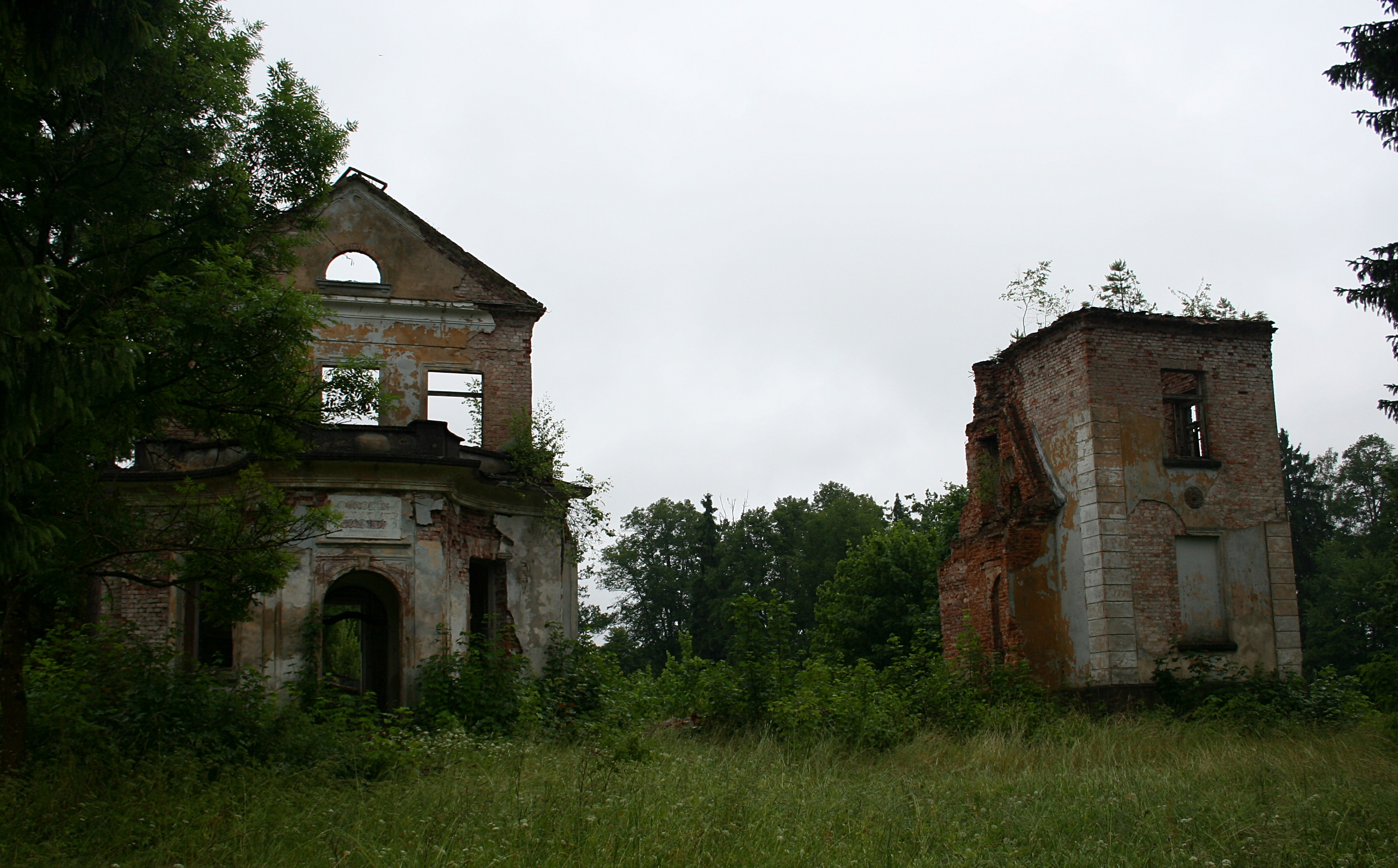
Ruine des Gutshauses Jassen (2010)

In älteren Urkunden erwähnte Namen  des Orts sind 1335 Jessona,  1365 Gessyna, 1437 Jessen und  1628 Jassen. Besitzer des Guts und Kirchspiels waren 1335 der slawische Ritter Racislaw von Jessona und 1360 Nikusch Swarsewitz. Mit einer Handfeste  belehnt der Hochmeister des Deutschen Ordens Winrich von Kniprode denen Nikel und Bartusch das Dorf am 4. Juni 1365 zu kulmischem Recht unter gleichzeitiger Aufhebung des polnischen Rechts. Laut einer der  Danziger Wachstafeln befand sich 1393 ein Prsibor im Besitz von Jassen. Vom 15. bis zum 17. Jahrhundert befinden sich Dorf und Gut Jassen im Besitz der Familie von Wussow. So wird beispielsweise 1528 Matties Wussow als Besitzer genannt und 1628 Lorentz Wussow. 1764 wird Jassen an Lorenz Heinrich von Puttkamer verkauft. Um 1784 gehören zu Jassen: ein Vorwerk, drei Bauern, drei Kossäten, ein Küster, ein Schmied, ein Gasthof mit insgesamt 20 Haushaltungen, weiterhin die Vorwerke bzw. Kolonien Busch-Schulitz, Bahrenbruch, halb Neuendorf, Krügke, Brandstätt, Babilonken und Teerofen.  Besitzer des Ritterguts waren damals die Erben des Lorenz Heinrich Freiherrn von Puttkamer. 1809 erfolgt der Verkauf der Hälfte von Neuendorf an einen Angehörigen der Familie Laszewski-Buchwalden.

Gebäude im Dorf
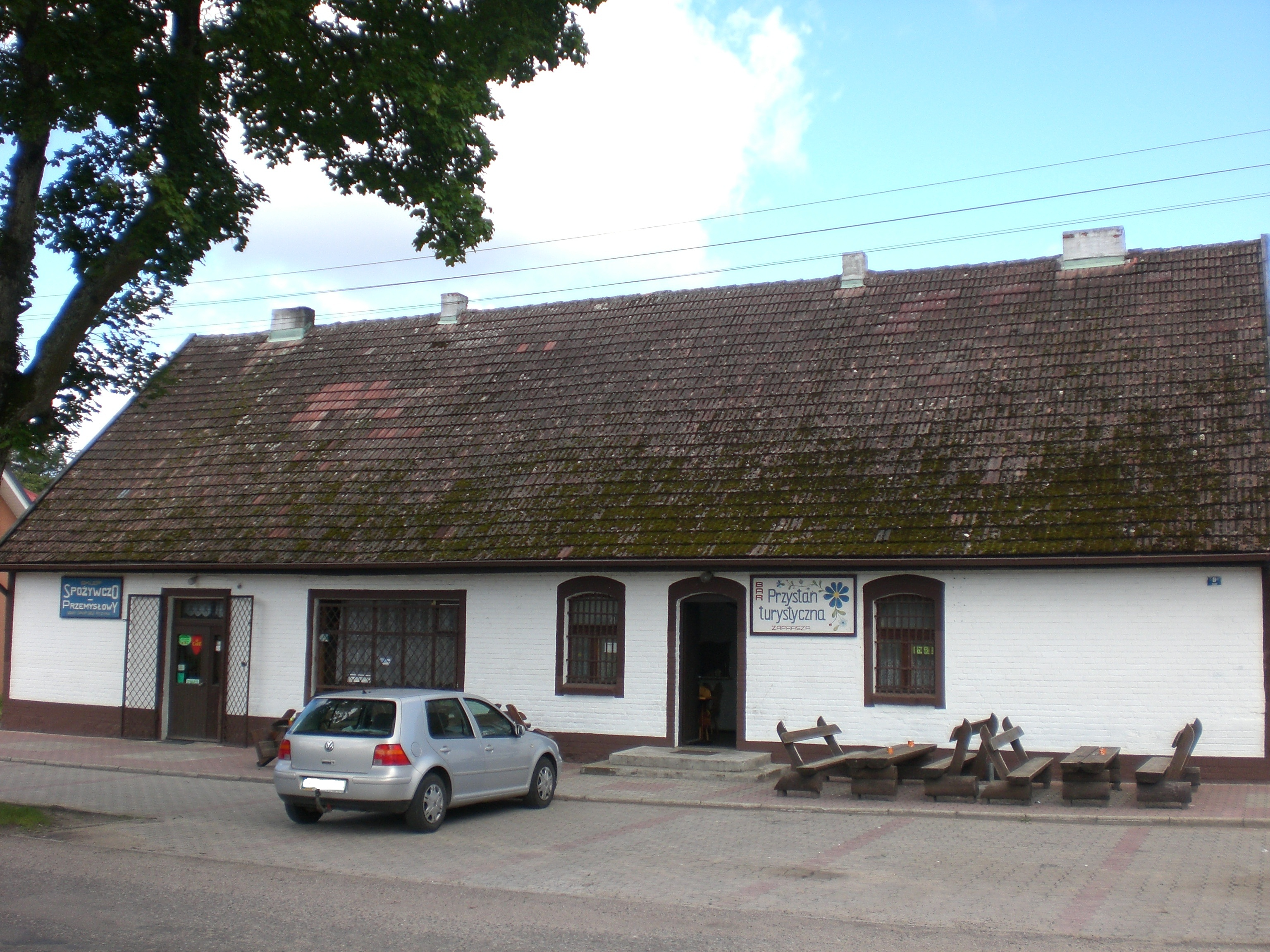
Gebäude mit einem Ladenlokal (2011)
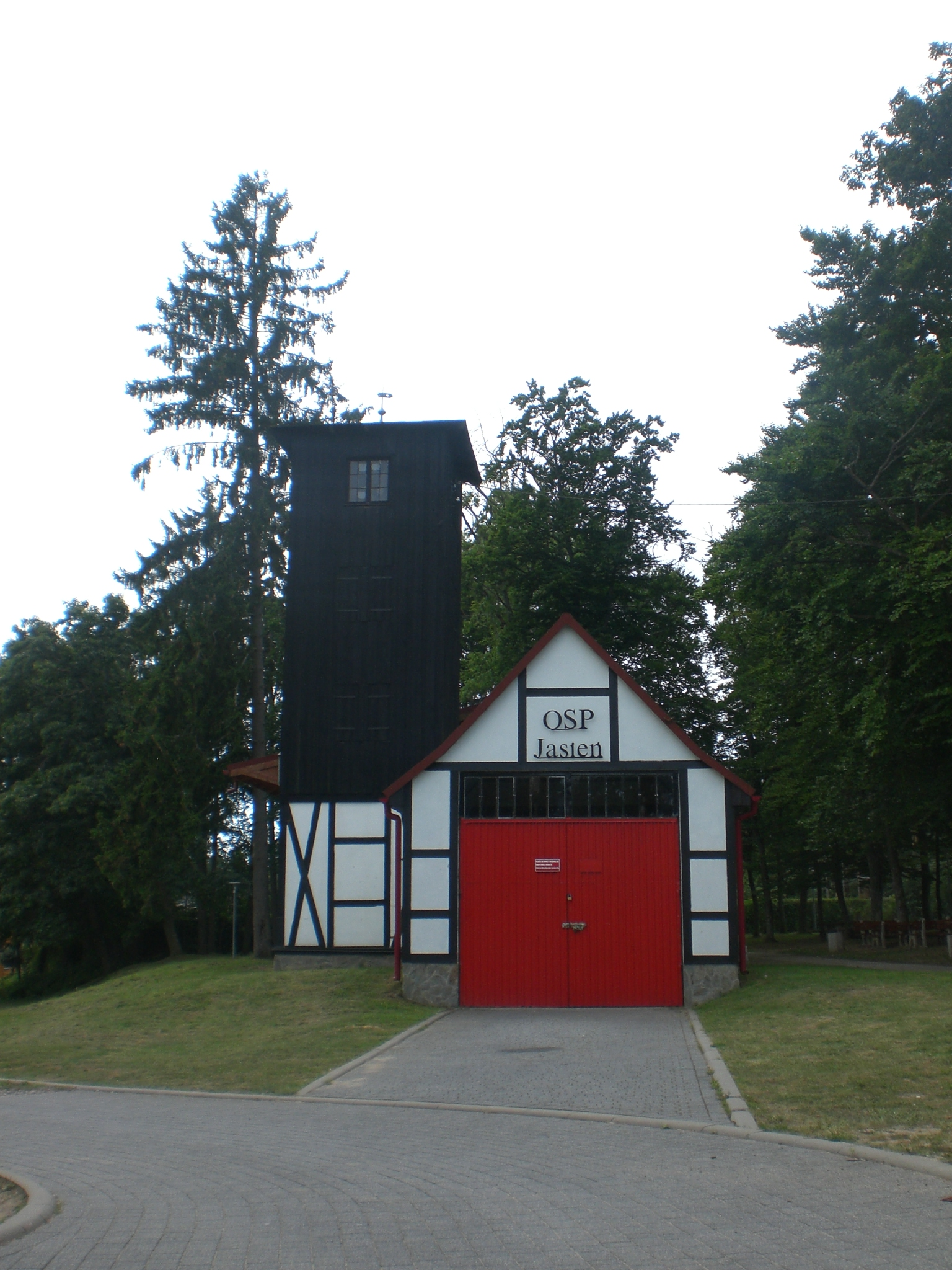
Feuerwehrhaus (2018)
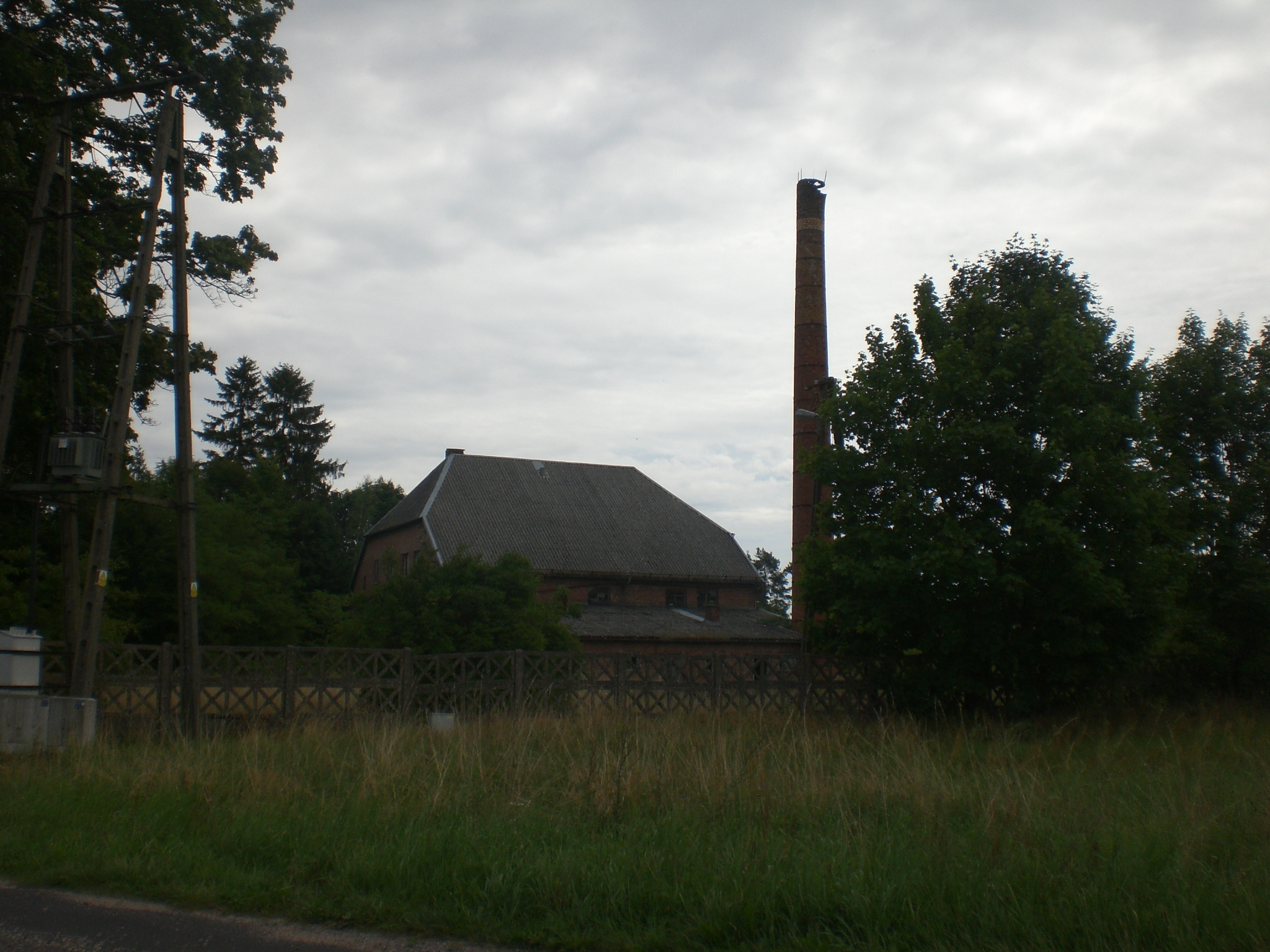
Ziegelei (2018)

Zwar liegt Jassen in einer Region, in der in älterer Zeit die kaschubische Sprache vertreten war, doch um die Mitte des 19. Jahrhunderts wurde im Kreis Bütow die Sprache kaum noch benutzt.
Seit 1832 fanden in Jassen mehrere Besitzerwechsel statt. In der ersten Hälfte des 19. Jahrhunderts war die Familie von Wussow im Lande Bütow außer in Jassen auch in Wussanke ansässig. Vor 1849 standen in Jassen 21 Häuser. In Jassen befand sich im 19. Jahrhundert eines der 109 Patrimonialgerichte des Kreises Lauenburg-Bütow.
Über den Zeitraum 1910 bis 1934 war Graf Kuno Eckbrecht von Dürckheim-Montmartin Eigentümer des Ritterguts Jassen, das er von einer Frau Schrader käuflich erworben hatte. 
Am 1. April 1927 hatte das Gut Jassen eine Flächengröße von 1901 Hektar, und am 16. Juni 1925 hatte der Gutsbezirk 376 Einwohner. Am 30. September 1928 wurde der Gutsbezirk Jassen in eine Landgemeinde gleichen Namens umgewandelt.
Anfang der 1930er Jahre hatte die Landgemeinde Jassen eine Flächengröße von 24,6 km². Innerhalb der Gemeindegrenzen standen insgesamt 27 bewohnte Wohnhäuseran sechs verschiedenen Wohnstätten:
1. Babilonken
2. Bahrenbruch
3. Glashütte
4. Halbinsel
5. Jassen
6. Jassener Mühle

1936 wird das Rittergut teilweise aufgesiedelt; es werden fünf Siedlerparzellen geschaffen, den Wald übernimmt der Forstfiskus.
Bis 1945 bildete Jassen eine Landgemeinde im Kreis Bütow, Regierungsbezirk Köslin, der preußischen Provinz Pommern des Deutschen Reichs. Jassen war Sitz des Amtsbezirks Jassen. 
Vor Ende des Zweiten Weltkriegs wurde Jassen Anfang März 1945 von der Sowjetarmee besetzt. Anschließend wurde Jassen zusammen mit ganz Hinterpommern von der Sowjetunion der Volksrepublik Polen zur Verwaltung überlassen. Danach trafen Polen im Ort ein, die sich der Häuser und Gehöfte der einheimischen Dorfbewohner  bemächtigten und diese aus ihren Wohnungen drängten. Für Jassen wurde die polonisierte Ortsbezeichnung ‚Jasień‘ eingeführt. Die einheimischen Dorfbewohner wurde in der Folgezeit von der polnischen Administration aus Jassen vertrieben.
Von 1945 bis 1954 war Jasień eine Gemeinde, von 1975 bis 1998 gehörte der Ort zur Wojewodschaft Słupsk (Stolp). Heute hat Jasień etwa 400 Einwohner.

### Einwohnerzahlen pro Jahr
- 1818: 162[16]
- 1855: 375[16]
- 1864: 543 (am 3.  Dezember 1864, einschließlich Militär)[17]
- 1885: 380[16]
- 1905: 344[16]
- 1925: 376[15]
- 1933: 206[18]
- 1939: 296[18]

## Kirche

### Dorfkirche

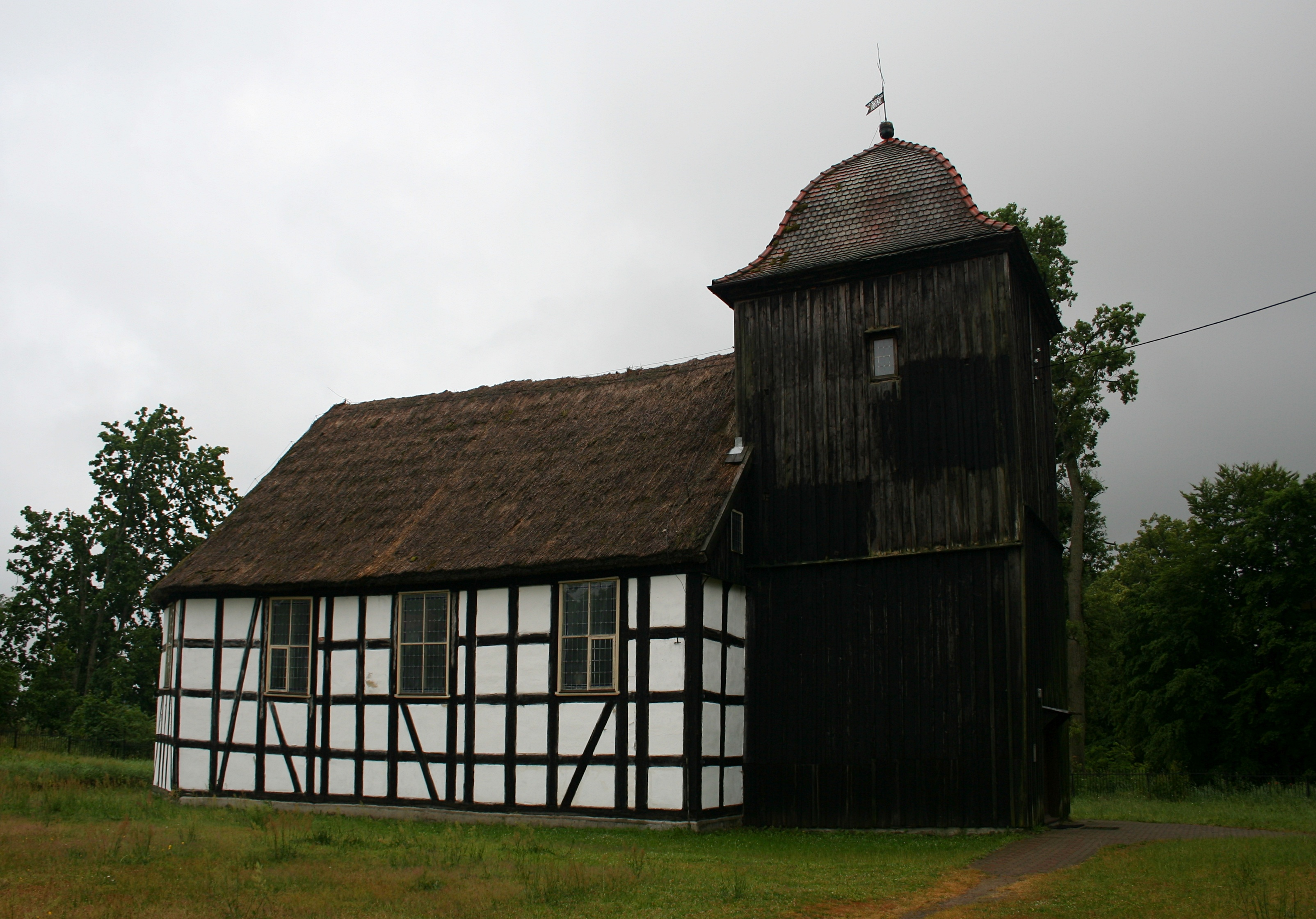
Dorfkirche (2010), ehemalige Gutskirche, bis 1945 Gotteshaus der evangelischen Pfarrgemeinde Jassen

Die evangelische Gutskirche zu Jassen ist erst nach Einführung der Reformation in Pommern erbaut worden; 
im Jahr 1584 ließ sie Hans von Wussow als Begräbniskapelle errichten.  Die Kirchenglocke von 1678 wurde der Kirchenchronik von Groß Pomeiske zufolge von  ‚Hans Juergen Wussow‘ gestiftet. 1699 wurde von Nikolaus Lorenz von Wussow ein Neubau in der heutigen Form angelegt; es handelt sich dabei  um einen dreiseitig geschlossenen Fachwerkbau mit kleinem Südturm, dem  eine Wetterfahne aufgesetzt wurde. Um 1810 wurde das baufällig gewordene Gebäude erneuert, bei gleichzeitiger Erweiterung durch einen Anbau an der Südseite. Im Zeitraum 1847–1851 wurden gründliche Renovierungsarbeiten durchgeführt, und das bisherige Schindeldach wurde durch ein Ziegeldach ersetzt. 1923 wurden die Dachbedeckungen nochmals ausgewechselt,  und zwar erhielt das Kirchenschiff nun  ein Strohdach, und das  Kirchturm-Dach wurde mit Biberschwänzen abgedeckt. Im Jahr 1925 war die Kirche erneut renovierungsbedürftig; es wurde die Firma Hoffmann, Finkenwalde, mit der Wiederherstellung   des Kirchengebäudes und seiner Innenausstattung beauftragt.
Das evangelische Gotteshaus wurde nach dem Zweiten Weltkrieg von der polnischen Administration zugunsten der Römisch-katholischen Kirche in Polen zwangsenteignet und vom polnischen katholischen Klerus ‚neu geweiht‘.

### Kirchspiel bis 1945
Die vor 1945 in Jassen anwesende Dorfbevölkerung war überwiegend evangelisch; im Jahr 1925 hatte Jassen elf katholische Bewohner. Um die Mitte des 19. Jahrhunderts war das Kirchspiel Jassen eines von fünf evangelischen Kirchspielen, die im Lande Bütow existierten. In das Kirchspiel Jassen eingepfarrt waren die Gemeinden Buchwalde, Klößen und Neuendorf.
Das katholische Kirchspiel war in Bütow.

### Polnisches Kirchspiel seit 1945
Die seit 1945 und Vertreibung der einheimischen Dorfbewohner anwesende polnische Einwohnerschaft ist überwiegend katholisch. Das polnische katholische Kirchspiel ist im Ort.
Das polnische evangelische Kirchspiel ist in Bütow.

## Vorgeschichtliche Funde
In der Gemarkung des Dorfes Jassen sind ein Feuersteinmesser und ein aus Schiefer gefertigter Pflug-Keil gefunden worden. Die aus der Steinzeit stammenden Artefakte werden im Museum von Bütow aufbewahrt.

## Verkehr
Sechs Kilometer nördlich von Jasień verläuft die Wojewodschaftsstraße 211, die in westlicher Richtung über Czarna Dąbrówka nach Stolp und in östlicher Richtung nach Kartuzy (Karthaus) führt.

## Persönlichkeiten
- Alwin von Puttkamer (1811–1885), preußischer Generalmajor
- Heinrich von Puttkamer (General, 1818), preußischer Generalleutnant